# L3/33
Die L3/33 bzw. Carro Veloce 33 war eine italienische Tankette, die Anfang der 1930er Jahre entwickelt wurde und vor sowie während des Zweiten Weltkriegs eingesetzt wurde.

## Hintergrund
Das Königreich Italien war eine der Siegermächte des Ersten Weltkriegs und als Siegernation gab es keine Rüstungsbeschränkungen, doch waren sowohl die industriellen als auch die finanziellen Möglichkeiten der 1920er Jahre sehr eingeschränkt. Ende der 1930er war Italien stark im spanischen Bürgerkrieg engagiert. Hinzu kommt, dass in Italien selbst, sowie auch in den Nachbarstaaten schmale Straßen und vielfach gebirgiges Gelände dominierten und die Ausrüstung potentieller Gegner grundsätzlich keine Projekte für große Panzertypen erforderten. Die leichte Tankette war ein Fahrzeug, das für die Schnelle Truppe (Kavallerie- und Bersaglieri-Einheiten) und die italienische Panzertruppe beschafft wurde. Nach dem italienischen Waffenstillstand mit den Alliierten, rüstete die Wehrmacht, nach einer ersten Entwaffnung, die neu aufgestellte Guardia Nazionale Repubblicana der Italienischen Sozialrepublik aus.

## Entwicklung

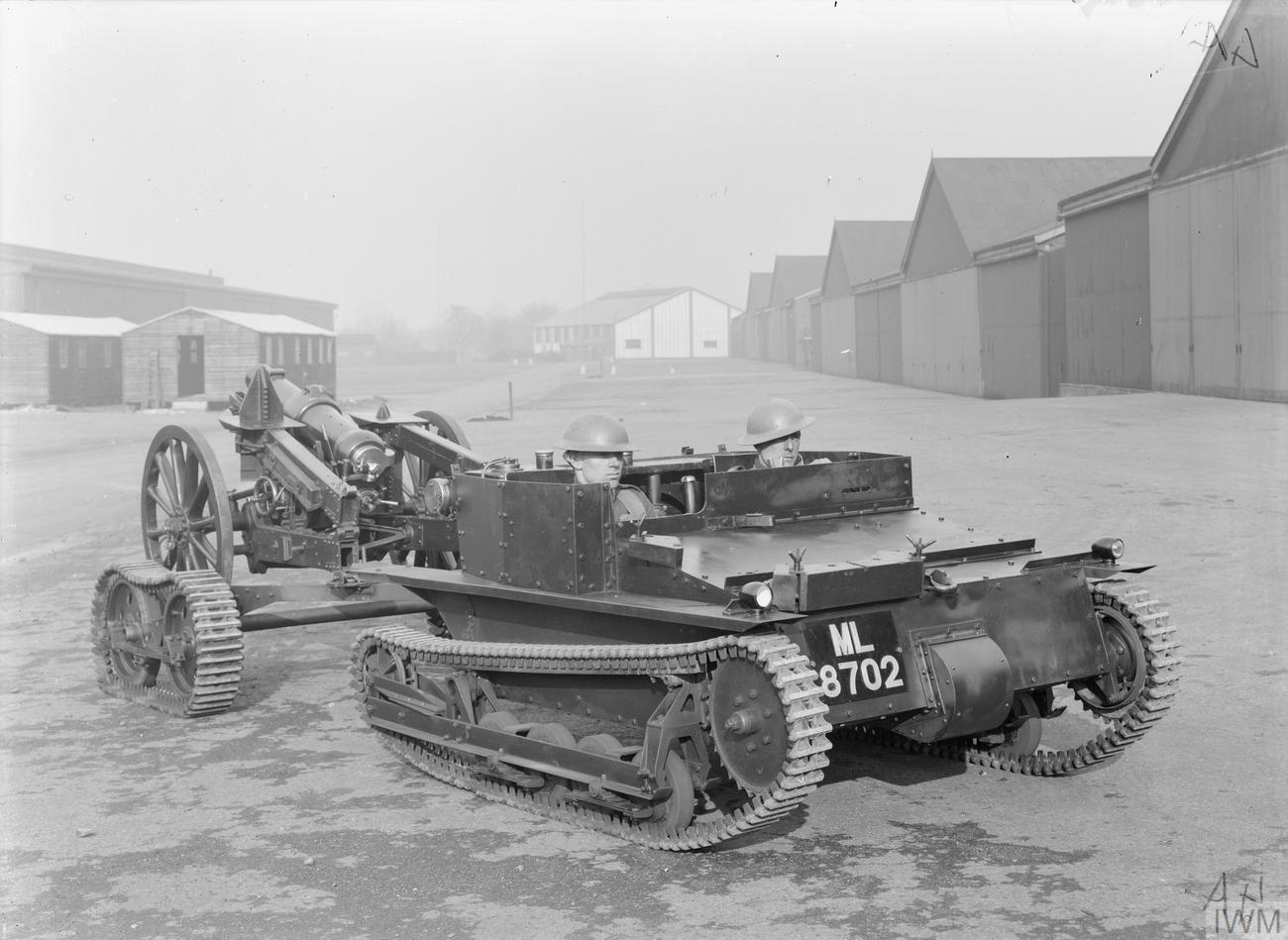
Carden-Loyd Mk VI

Diese Fahrzeuge der italienischen Armee stammten vom Carden-Loyd Mk VI ab, welche Ende der 1920er gekauft worden waren. Der erste eigene darauf basierende Typ war das Carro Veloce 29 (CV 29), der zum Vorläufer des CV 33 wurde. Mit der Entwicklung beauftragt war die Firma Ansaldo, die bei den Versuchen zum CV 29 die neuen Aufbauten teilweise noch auf die Originalfahrgestelle der gekauften Carden-Loyd Fahrzeuge montierte.

### CV 33
Im Jahr 1933 wurde eine produzierbare Version der Tankette vorgestellt und eingeführt. Das Modelljahr wurde Teil der Fahrzeugbezeichnung. Im folgenden Jahr wurden einige Änderungen am Entwurf vorgenommen, die zusammengeführt die 2. Serie der CV 33 begründeten.
Die Abkürzung „L3“ steht für leichte Tankette/3 Tonnen, „CV“ für „Carro Veloce“, die zweistelligen Zahlen für den Produktionsbeginn der Varianten.

### CV 35
Eine produktionstechnische Änderung, Verschraubung der Schutzbleche statt Verschweißen, stellte eine größere Änderung am Fahrzeug dar, die zu einem neuen Modell führte.
Im Jahr 1935 entwickelt, gingen die neuen Fahrzeuge ab 1936 als L3/35 beziehungsweise CV 35 an die Truppen.
Bei der Wehrmacht wurde das Fahrzeug in der Loseblattsammlung Kennblätter fremden Geräts unter der Bezeichnung Panzerkampfwagen L/3-35 (i) geführt.

Bilder zu L3/35 CV 35 Tanketten
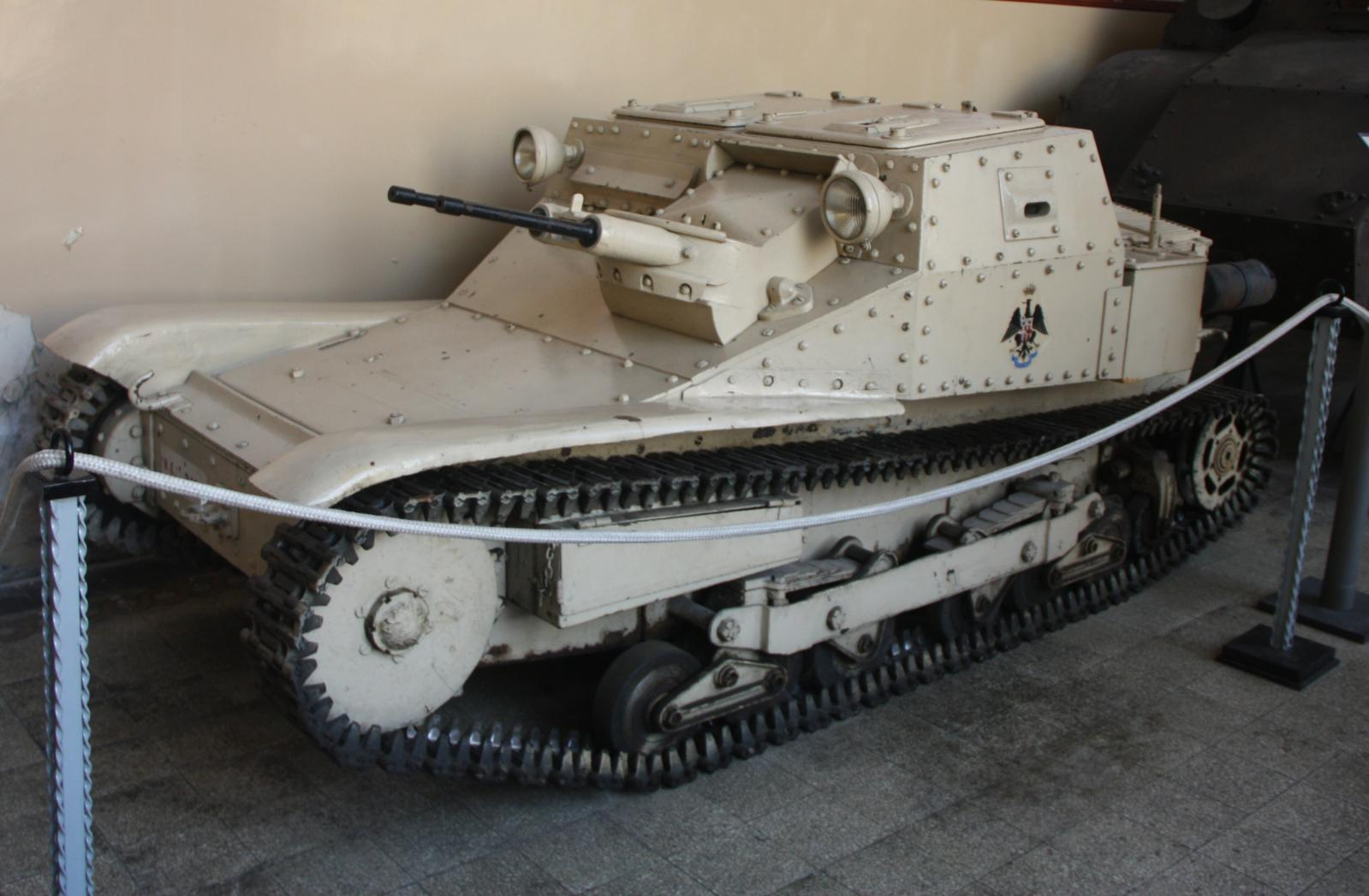
L3/35 (CV 35) Frontansicht
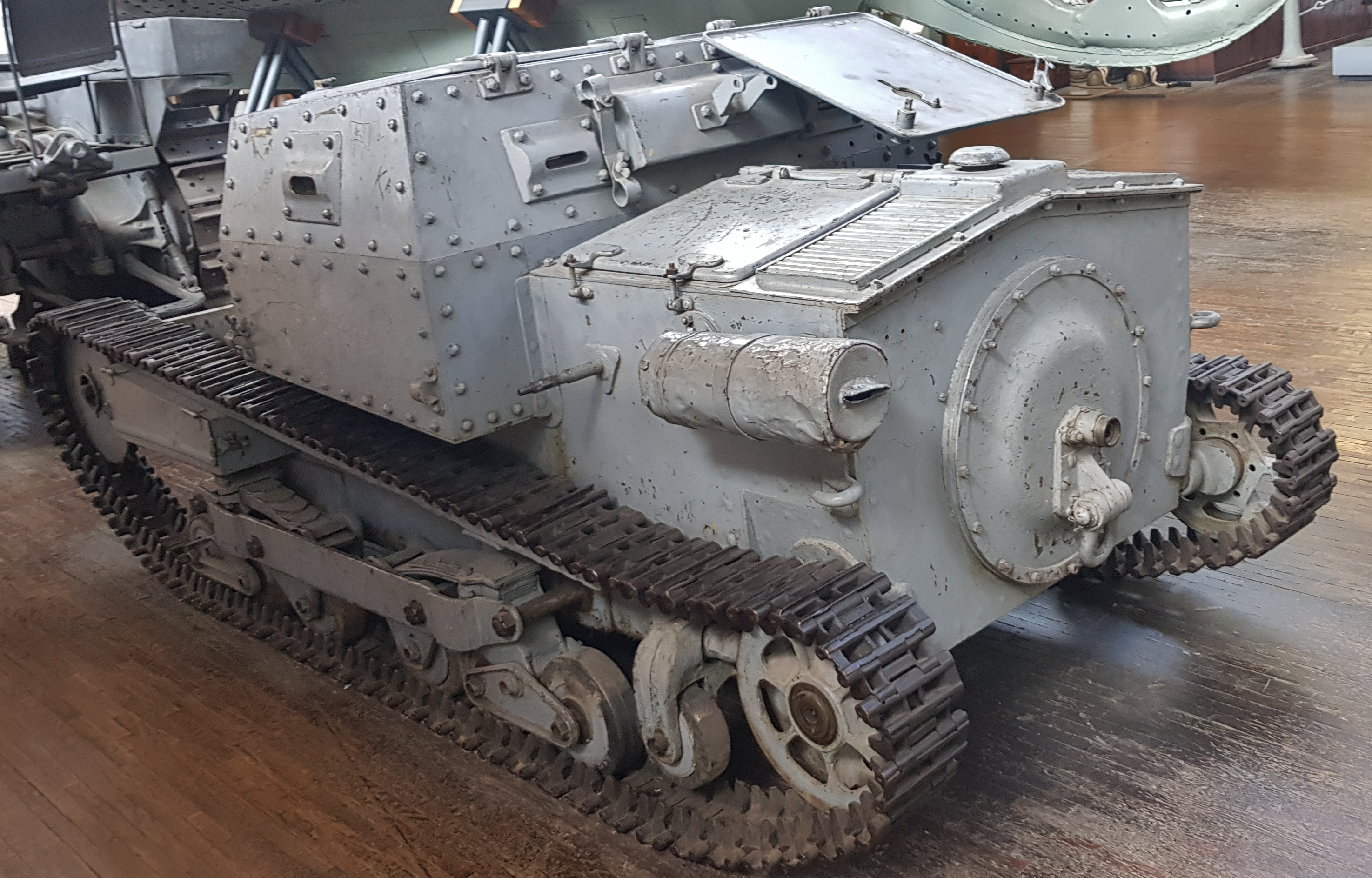
L3/35 (CV 35) Heckansicht
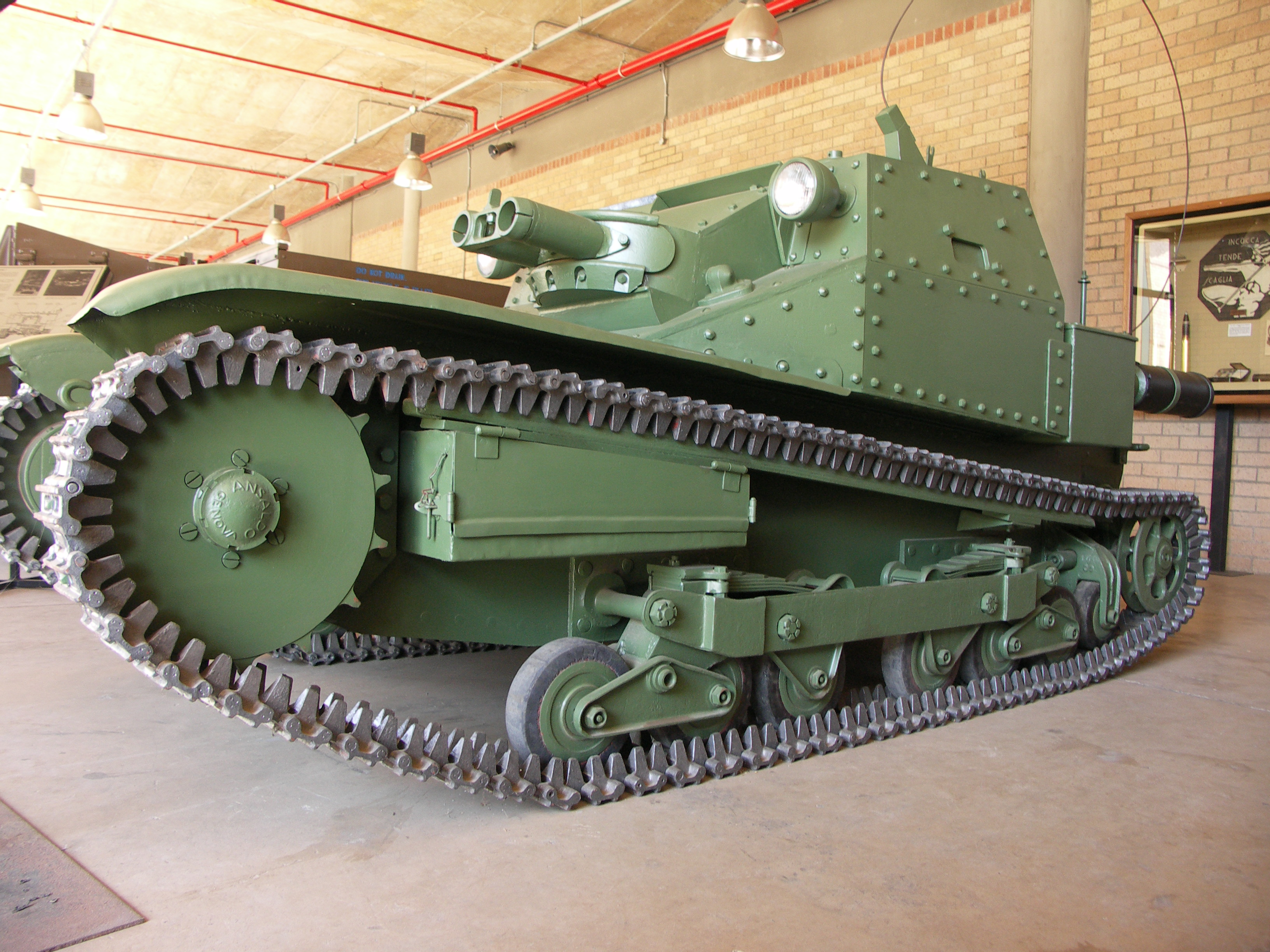
L3/35 (CV 35) Fahrwerk

### CV 38
Die letzte Modelländerung erfolgte 1938 mit einem veränderten Federungssystem und einer neuen Kette, diese wurde inoffiziell CV 38 und dann L38 genannt.

Bilder zu L38 CV 38 Tanketten
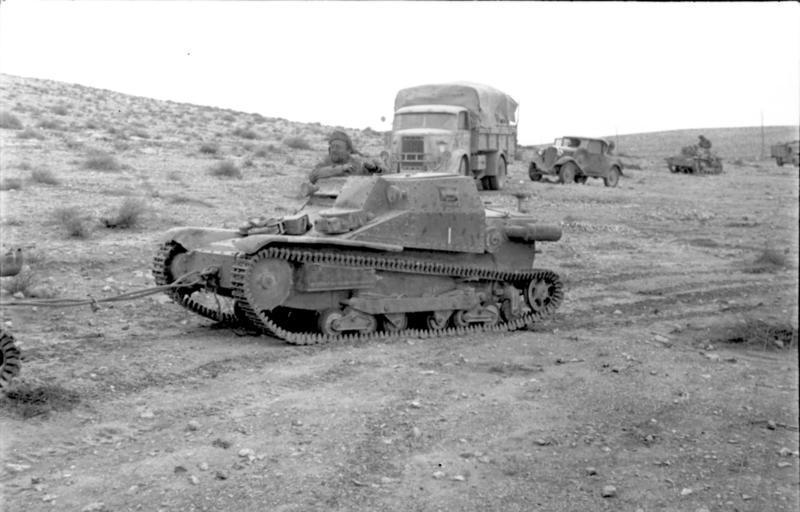
L3/33 in Nordafrika, 1941
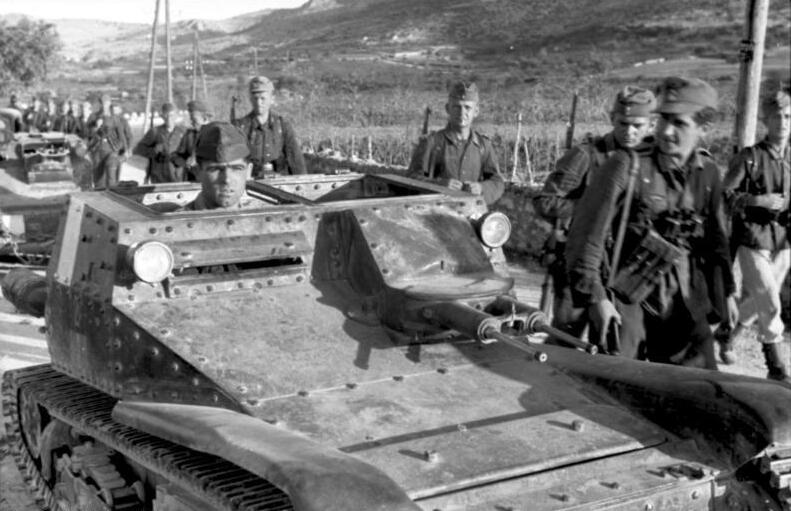
Deutsche und italienische Soldaten mit L3/35 in Jugoslawien
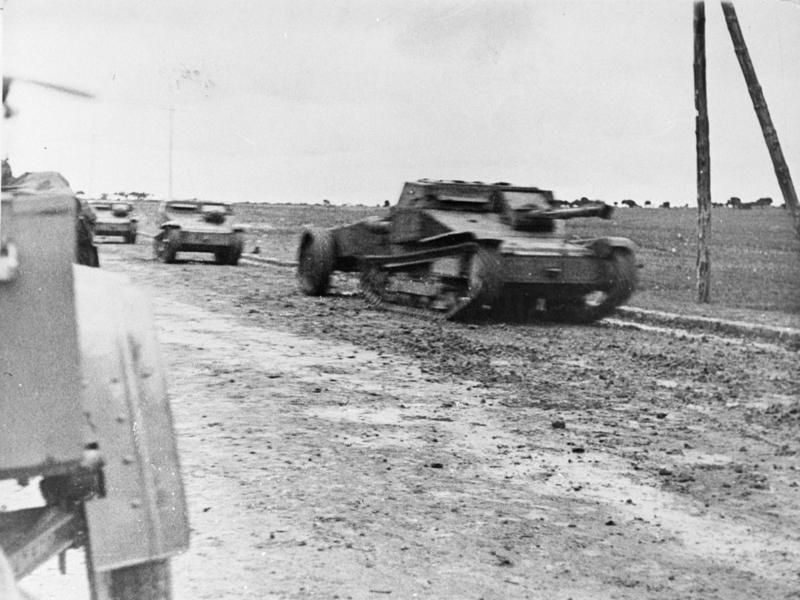
L3 Lf, dahinter L3/33 des Corpo Truppe Volontarie während der Schlacht von Guadalajara
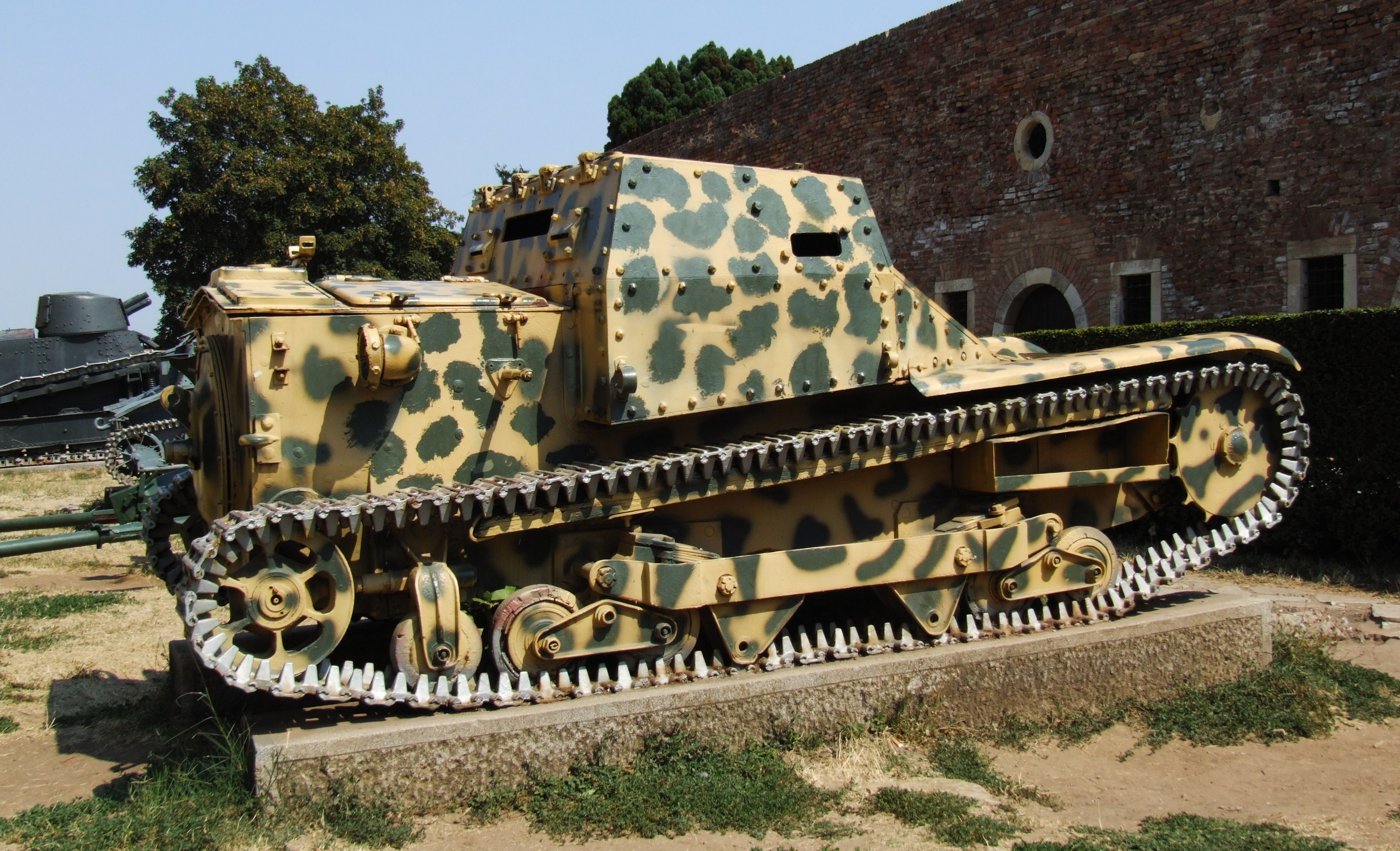
Museum Belgrad Seitenansicht

## Produktion
Hauptsächlich in den 1930er-Jahren wurden etwa 1400 Stück produziert.

## Einsatz
Eingesetzt wurde der L3/33 im Spanischen Bürgerkrieg in den Reihen des italienischen Corpo Truppe Volontarie. Dem sowjetischen T-26 auf Seite der Republikaner war er aufgrund seiner ungenügenden Bewaffnung und der schwachen Panzerung nicht gewachsen.
Vor dem Zweiten Weltkrieg waren die Tanketten die Hauptausrüstung der motorisierten Einheiten Italiens. Die Vorteile der Tanketten waren ihre geringe Größe, ihre Wendigkeit und die für die damalige Zeit hohe Geschwindigkeit von 42 km/h, was für die Aufklärung bei und zur Verstärkung von Infanterieeinheiten genutzt werden konnte.
Im Zweiten Weltkrieg ergab sich allerdings ein sehr negatives Bild. Die Tanketten-Einheiten erlitten in Nordafrika schwere Verluste, da sie häufig wie Panzereinheiten eingesetzt wurden und den britischen Panzern vom Typ Matilda oder Crusader prinzipiell weit unterlegen waren. Bereits im Jahr 1940 war der L3/33 für den Fronteinsatz völlig ungeeignet. Denn die schwache Standardbewaffnung, die nur aus einem oder zwei MG bestand, und die eigene schwache Panzerung, deren Stärke an keiner Stelle mehr als 12 mm betrug, machte sie, in den Konflikten, an denen Italien beteiligt war, wie auch die deutschen Panzerkampfwagen I, die britischen Light Tank Mk VI und die polnischen TKS, zu keinem ernsthaften Gegner für die aktuellen Panzertypen ihrer Gegner.
Einige Fahrzeuge überstanden jedoch den Zweiten Weltkrieg und wurden später bei den italienischen Polizeiverbänden eingesetzt.
Auch heute existieren noch einige Museums- und Sammlungsfahrzeuge.

## Varianten und Versionen

### Versionen
- CV33 - Carro Veloce Ansaldo I. Serie, mit einem luftgekühlten 6,5-mm-Flugzeugmaschinengewehr, Fiat Mod. 14 tipo Aviazione, mit einer einzelnen Trägerplatte für das Leitrad. Nach einigen Monaten bei der Truppe wurde ein umgebautes Maschinengewehr, das Fiat Mod. 14/35, eingebaut, das für 8-mm-Munition ausgelegt war.
- CV33 II. Serie - entwickelt 1934, aber erst ab 1936 ausgeliefert, zeigt diese Serie ein Zwillings-MG Fiat Mod. 14/35. Eine Änderung bei der Leitradhalterung, die Scharniere der Fahrersichtluke sind nun innenliegend, die Klappen am rückwärtigen Aufbau erhalten Sehschlitze, die Lüftungsöffnung wird mit einer Schutzplatte versehen und die Ausrüstung außen am Fahrzeug neu angeordnet.
- CV35 I. Serie - Einige Teile des Fahrzeugs sind verschraubt statt geschweißt und für den Einsatz wurde bei diesem Fahrzeug die Bewaffnung mit FIAT Mod. 35 oder Breda Mod. 38 vorgenommen.
- CV35 II. Serie - Änderungen an Luken und Waffenblenden
- CV38 - das inoffiziell als L38 bezeichnete Fahrzeug war 1937 konzipiert worden. Es wurden einige Änderungen am Laufwerk vorgenommen, die Laufrollen wurden größer und erstmals wurden Torsionsstäbe verwendet. Die Zwillingsbewaffnung 8-mm wurde durch ein schweres Maschinengewehr 13,2-mm Breda Mod. 31 Tipo Marina ersetzt, welches zuvor schon bei 23 Fahrzeugen für eine Bestellung der brasilianischen Armee verwendet worden war.

### Varianten
- Carro d’assalto lanciafiamme (L 35/lf) - Fahrzeuge ausgerüstet mit einem Flammenwerfer, gebaut in den Versionen CV33 II. Serie, CV35 I. und II. Serie. Hierbei sind drei unterschiedliche Ausführungen bekannt, bei denen es sich vermutlich um zwei Prototypen und den dann regulär gebauten Typen handelt. Beim ersten Fahrzeug wurde der Flammenwerfer anstelle des linken Maschinengewehrs montiert und eine lange Flammlanze angebracht. Hierbei saß die Pumpe im Fahrzeug und ein Anhänger mit 520-Liter-Tank beinhaltete das Flammöl. Die Anlage wurde als Apparecchiatura L bezeichnet. Die Wehrmacht bezeichnete hierbei die CV 33 II. Serie als Panzerkampfwagen L/3-33 (i) (Flamm).

In der zweiten Version waren sowohl Flammöltank als auch Pumpe im Fahrzeug untergebracht. Bei der dritten Lösung war ein Flammöltank auf dem Motordeck montiert, um den Anhänger zu vermeiden, der beim Rangieren Probleme machen konnte, was jedoch in beiden Fällen den Flammölvorrat sehr reduzierte.
- L3/r Carro radio - Dieser Funk-/Befehlswagen wurde auf allen Versionen produziert.
- L3 Zappatori - Ein auch als Carro Passerella bekannt gewordener experimenteller Brückenleger, der jedoch nicht erfolgreich war.
- L3 Carro recupero - Eine Ausführung als Bergepanzer, die jedoch auch nur versuchsweise hergestellt wurde
- L3/cc Controcarro - Auch als L3/Solothurn bekannt, hierbei handelt es sich um eine Feldänderung, welche bei einer Reihe von Fahrzeugen in Nordafrika während der Kämpfe 1941 durchgeführt wurde. Die Zwillings-MG wurden ausgebaut und an ihrer Stelle wurde die schwere 20-mm-Panzerbüchse Solothurn S-18/100 eingebaut, damit die Einheiten in der Lage waren, leichte britische Panzer und Panzerwagen zu bekämpfen.
- L35 Avio trasportabile - Mit einem L35/lf wurden Versuche unternommen, um eine Transportmöglichkeit unter dem Rumpf einer Savoia-Marchetti S.M.82 zu prüfen.
- CV33 Addestramento mitraglieri - Mindestens 1 Fahrzeug ist belegt, welches ohne Motorisierung und sonstige technische Ausrüstung für die Ausbildung von Maschinengewehrschützen verwendet worden ist.
- Turbia - Fahrzeug bewaffnet mit einer 20-mm-Breda-Flak (Cannone da 20/65 M35 Breda). Als spanisches Versuchsfahrzeug, möglicherweise durch die gleiche Einheit, die Panzerkampfwagen I Ausf. A mit gleicher Bewaffnung umbaute.
- L3 Trattore leggero - Geplante Ausführung als leichte Zugmaschine für die 47-mm-Panzerabwehrkanone Cannone da 47/32 Mod. 1935.
- Carro cannone anticarro o Semovente L3 da 47/32 - Prototyp eines Panzerjägers mit 47-mm-Panzerabwehrkanone Cannone da 47/32 Mod. 1935. Möglicherweise abgeleitet vom deutschen Panzerjäger I, wurde als Reaktion auf die Situation in Nordafrika bei dem Versuchsfahrzeug der Panzeraufbau entfernt und eine nach vorne gerichtete Panzerabwehrkanone mit Schutzschild montiert. Das Fahrwerk entstammt der Version CV33. Es wird angenommen, dass es nicht zur Einführung kam, da der Rückstoß der 4,7-cm-Pak das Fahrzeug zu heftig belastet haben dürfte.
- L3 da demolizione - Ein mit Funklenkung gesteuerter Prototyp zum Räumen von Minenfeldern.

## Technische Daten
- Produktionszeitraum: 1933–1935
- Besatzung: 2 Personen, ein Fahrer, ein MG-Schütze
- Länge: 3,03 Meter
- Breite: 1,4 Meter
- Höhe: 1,2 Meter
- Masse: 2,7 t
- Überschreitfähigkeit: 1,45 Meter
- Kletterfähigkeit: 65 cm
- Watfähigkeit: 70 cm
- Antrieb: flüssigkeitsgekühlter Fiat CV 3-005, 32 kW
- Geschwindigkeit: 42 km/h
- Fahrbereich: 110 km (CV35: 150 km)
- Bewaffnung:
  - ein 6,5-mm-Breda-MG mit 2170 Schuss; CV35 auch mit 8mm-Breda-Doppel-MG
- Panzerung:
  - Front: 12 mm
  - Seiten: 6 mm
  - Motorabdeckung: 6 mm

## Importeure
- Afghanistan – eine unbekannte Anzahl L3/35 wurde zwischen 1937 und 1939 geliefert
- Bolivien – eine unbekannte Anzahl wurde 1937/1938 geliefert
- Brasilien – 23 L3/35, 5 wurden mit dem Breda 13,2 mm sowie 18 mit dem Madsen 7,92 mm ausgerüstet
- Bulgarien – 14 L3/33 ab 1935 geliefert
- Republik China
- Irak – eine unbekannte Anzahl L3/35 wurden 1938 geliefert
- Österreich – 72 Fahrzeuge, 36 L3/33 (ab 1935) und 36 L3/35 (ab 1937). Alle Fahrzeuge wurden vom Bundesheer auf das Schwarzlose-Maschinengewehr 07/12 umgerüstet
- Spanien – eine unbekannte Anzahl wurde der Nationalspanischen Armee vom Corpo Truppe Volontarie während des Spanischen Bürgerkriegs überlassen
- Ungarn – eine nicht unbeträchtliche Anzahl wurde ab 1935 geliefert und von der Königlich Ungarischen Armee unter der Bezeichnung 35M Ansaldo in Dienst gestellt

## Vergleichbare Typen
- Deutsches Reich: Panzerkampfwagen I
- Vereinigtes Königreich: Light Tank Mk VI
- Frankreich: AMR 33
- Polen: TKS
- Sowjetunion: T-27

## Rezeption in Museen
Von den leichten italienischen Tanketten sind weltweit Exemplare erhalten geblieben. Einige davon finden sich in Museen, Kasernen oder kleinen Sammlungen. Darüber hinaus sind einzelne Exemplare an den unterschiedlichsten Orten dokumentiert. Nachfolgend einige Museen mit diesen Tanketten.
- Infanteriemuseum Rom (Museo Storico della Fanteria)
- Museo Storico della Motorizzazione Militare, Rom
- Museo di guerra per la pace Diego de Henriquez, Triest
- Sacrario Militare dei Caduti d’Oltremare, Bari
- Museo delle forze armate 1914-1945, Montecchio Maggiore
- Kavalleriemuseum Pinerolo (Museo della Cavalleria)
- Canadian War Museum, Ottawa
- Militär Museum Belgrad
- South African National Museum of Military History, Johannesburg
- Yemen Military Museum, Sanaa
- Militärmuseum Peking
- Forte de Copacabana, Rio de Janeiro
- Tank Museum, Bovington